# Собор Святой Марии (Килларни)
Собор Святой Марии (англ. St Mary’s Cathedral) — католический собор епархии Керри. Находится в городе Килларни в графстве Керри, Ирландия.

## История
Собор Святой Марии был спроектирован известным английским архитектором Огастесом Уэлби Пьюджином, который вдохновлялся руинированным Ардфертским собором, «что особенно заметно по тонким тройным ланцетовидным окнам на восточной и западной стенах».
Строительство началось в 1842 году и продолжалось с перерывами. Из-за Великого голода и нехватки средств работы останавливались несколько раз. Когда в 1853 году работы возобновились, за дизайн интерьера взялся Джеймс Джозеф Маккарти. В 1855 году здание было готово к проведению месс. В 1907 году было завершено возведение шпиля и нефа по проекту ирландских архитекторов Эшлина и Коулмана из Дублина, которые спроектировали собор в Кове.
В 1973 году под руководством епископа Эмона Кейси в соборе был «обновлён интерьер». Многие оригинальные детали интерьера были удалены или повреждены, и некоторые считают этот ремонт весьма неудачным.